# Tri dnja Viktora Černyšёva
Tri dnja Viktora Černyšёva (Три дня Виктора Чернышёва) è un film del 1968 diretto da Mark Danilovič Osep'jan.